# Ignaz Schwarz
Ignaz Schwarz (1690 – 1763) è stato un teologo tedesco.

Incisione da Institutiones juris universalis, 1743
(Fondazione Mansutti, Milano).

Membro dei gesuiti, insegnò filosofia e storia. Nella sua opera principale, Institutiones juris universalis, naturae, et gentium, trattò i fondamenti filosofici del diritto naturale, approfondendo anche il diritto di famiglia, la proprietà, la schiavitù e il diritto internazionale. La sua posizione è critica verso diversi autori protestanti - come Hugo Grotius, Samuel von Pufendorf e Johann Gottlieb Heinecke - contrari agli insegnamenti del Cattolicesimo.